# Ana Ortiz
Ana Ortiz (Manhattan, 25 de Janeiro de 1971) é uma atriz e cantora estadunidense. 

## Biografia
Quando criança, Ortiz queria ser bailarina, mas após uma lesão decidiu seguir uma outra carreira, a de atriz. Tornou-se mais conhecida por suas inúmeras participações em seriados de televisão, entre eles NYPD Blue, Dr. Quinn: Medicine Woman e Boston Legal. Interpretou o papel de Hilda Suarez em Ugly Betty.